# Пальмитолеиновая кислота
Пальмитолеиновая кислота (англ. palmitoleic acid) — мононенасыщенная жирная кислота.
Пальмитолеиновая кислота входит в состав подкожного жира человека (по массе примерно 3-5 % ото всех жирных кислот). К мононенасыщенным жирным кислотам помимо пальмитолеиновой также относятся и миристолеиновая кислота (жиры рыб и морских млекопитающих), олеиновая (оливковое, сафлоровое, кунжутное, рапсовое масла). Мононенасыщенные жирные кислоты помимо их поступления с пищей синтезируются в организме из насыщенных жирных кислот и частично из углеводов. Физиологическая потребность в мононенасыщенных жирных кислотах для взрослых составляет 10 % от калорийности суточного рациона.